# Boletochaete
Genre
Boletochaete est un genre de champignons de la famille des Boletaceae. Il regroupe trois espèces de champignons des régions tropicales de l'Asie du Sud-Est.

## Taxinomie
Boletochaete Singer 1944

## Description du Sporophore
Sporophore : chapeau velours, de couleur bai. Tubes gris.
Stipe brunâtre, presque lisse. Chair blanche, immuable.
Sporée brun cannelle, les spores ovoïdes, lisses, inamyloïde.  Mal étudié et peu connu.

## Habitat
Trois espèces connues des régions paléotropique : Afrique, Asie du Sud-Est : Chine Guandung, Malaisie.
La mycorhize n'est pas déterminée avec certitude, éventuellement avec la végétation cisalpine et les Diptérocarpacées.

## Classification
- Boletochaete bicolor (Massee) Singer
- Boletochaete setulosa M. Zang. HS. AS. MZ.
- Boletochaete spinifer (Pat. & Baker)

## Anciens taxons
- Boletochaete brunneosetosa Singer
- Boletochaete calocystis Heinem. & Gooss.-Font.
- Boletochaete goossensiae (Beeli) Heinem.
- Boletochaete goossensii (Beeli) Heinem.

## Liste d'espèces
Selon Catalogue of Life (28 octobre 2013) et Index Fungorum (28 octobre 2013) :
- Boletochaete bicolor Singer 1986
- Boletochaete setulosa M. Zang 1986
- Boletochaete spinifera (Pat. & C.F. Baker) Singer 1944